# Марко Цар
Марко Цар (Херцег Нови, 30. август 1859 — Београд, 1. новембар 1953) био је српски књижевни критичар, есејиста и путописац.

## Биографија
Марко Цар је рођен 30. августа 1859. године у Новоме (Херцег Нови), у Боки Которској. Започео је школовање родном месту, па наставио гимназију у Котору, али се у петом разреду гимназије због породичних проблема, морао вратити кући. Време проводи учећи и покушавајући да пише у друштву са младим пријатељима Томом Крстом Поповићем и Симом Матавуљем.
Цар је био и остао самоук у књижевности. У младости је писао песме и приповетке, без већег успеха. Преводио је многа дела са италијанског и француског. Први Марков успех је превод Јакшићеве песме "Рањеник" на италијански језик, који је изашао у млетачком листу "Il Movimento". Убедио га је професор Зоре у Дубровнику, да се пресели у Задар, што је учинио, и ту остао дуже време по женидби (1892). Ту је започео врло плодан књижевни, преводилачки и критичарски рад, пишући за листове. Путује по Италији, описује импресије са пута надахнут Венецијом и Римом. У предаху се бавио рибарењем на мору. Ушао је у литерарне воде 1878. године када је објавио превод са француског у часопису "Словинац". Био је то роман "Дама са камелијама", од Диме. Објавио је неколико књига путописа о нашем и италијанском приморју. Писао је као књижевни критичар готово о свим истакнутим писцима са овог подручја, својим претходницима и савременицима. Поред тога упознавао је овдашњу публику са страним писцима и страну, нарочито италијанску, са нашим.
Учествовао је са још девет бициклиста на Првом првенству Србије одржаном 5. октобра 1897. године на релацији Београд—Смедерево—Београд (92 км).
Цар је радио у Краљевини СХС 1921. године као инспектор уметничког одељења Министарства просвете. Одликован је тада Орденом Св. Саве III реда. За две године напредовао је до испектора I реда.
У међуратном времену, са старошћу Марко се хлади од писања, и радо прима разних функција и почасти.  Био је дописни члан Српске академије наука (од 1923) и једно време председник Српске књижевне задруге (од 1937). У Београду је и председник месног Пододбора Матице српске од 1934. године. Цар је дугогодишњи члан матичиног Књижевног одељења. Активан је члан свуда, критички расположен по многим питањима. Замерано му је од стране млађих писаца, да се понаша неумољиво, попут цензора, када оцењује. У јавности се преко новина могао пратити током 1929. године књижевно-персонални спор, па сукоб, између старца Цара и младог Милоша Црњанског. Кочоперни Банаћанин је изнео пуно лоших ствари, готово пикантерија о супарнику, који се само изразио лоше о његовом путопису. По Црњанском, Цар се још у младости обрукао, јер је започео књижевну радњу са плагијатом. Наводно је 1876. године препевао са француског једну Де Мисеову песму, и објавио је као своју, у часопису "Словинцу". О Цару се својевремено (1897), подсећања ради, неповољно изразио велики књижевни критичар Јован Скерлић, називајући га исто плагијатором.
После Другог светског рата, 1948. године биран је за дописног члана САН у Београду, у одељењу литературе и језика. Умро је и сахрањен у Београду првих дана новембра 1953. године.

## Дела
- Венеција, Задар 1888;
- У Латинима, Задар 1894;
- Моје сипатије I, Задар 1895;
- С мора и приморја (с Јосипом Берсом), Задар 1896;
- Од Јадрана до Балкана, Задар 1898;
- С бојног и љубавног поља, Мостар 1904;
- Сава Бјелановић, Дубровник 1911
- Моје сипатије II, Задар 1913;
- Естетичка писма, Београд 1920;
- Огледи и предавања, Моје симпатије, серија прва и друга, Београд 1932. и 1934;
- Есеји, Београд 1936;
- Један заборављени песник мора (Јосип Берса), Београд 1937.